# Heinz Baumüller

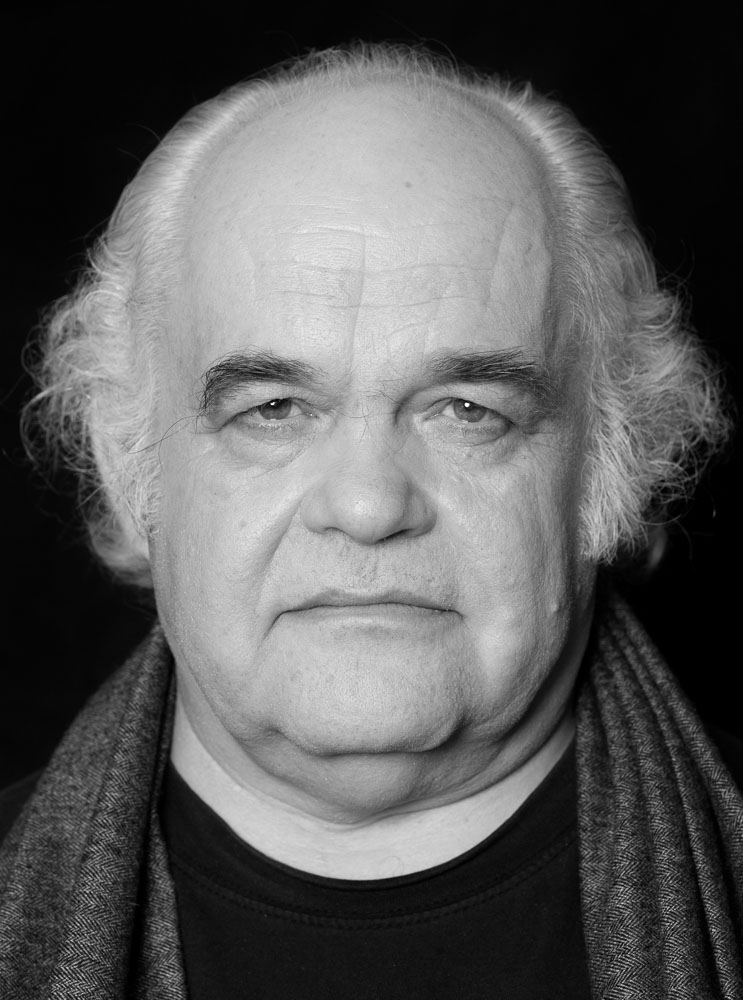
Heinz Baumueller, vor 2011

Heinz Baumüller (* 19. August 1950 in Kollerschlag) ist ein österreichischer Bildhauer, Grafiker und Aktionskünstler, der in Düsseldorf lebt und arbeitet.

## Leben und Wirken
Heinz Baumüller absolvierte von 1966 bis 1970 eine Schriftsetzer-Lehre. Von 1972 bis 1977 studierte er Gebrauchsgrafik bei Erich Buchegger an der Universität für künstlerische und industrielle Gestaltung Linz, danach bis 1980 Bildhauerei bei Erwin Reiter.
1977/78 war er Assistent von Bernhard Luginbühl beim Forum Metall in Linz und anschließend in der Schweiz. Durch diesen lernte er Jean Tinguely kennen, dem er in Frankreich assistierte.
Weitere Studien betrieb er in Bildhauerei an der Kunstakademie Düsseldorf und war Assistent bei Klaus Rinke (1981/82). Er arbeitete dort auch mit Joseph Beuys und Johannes Stüttgen zusammen.

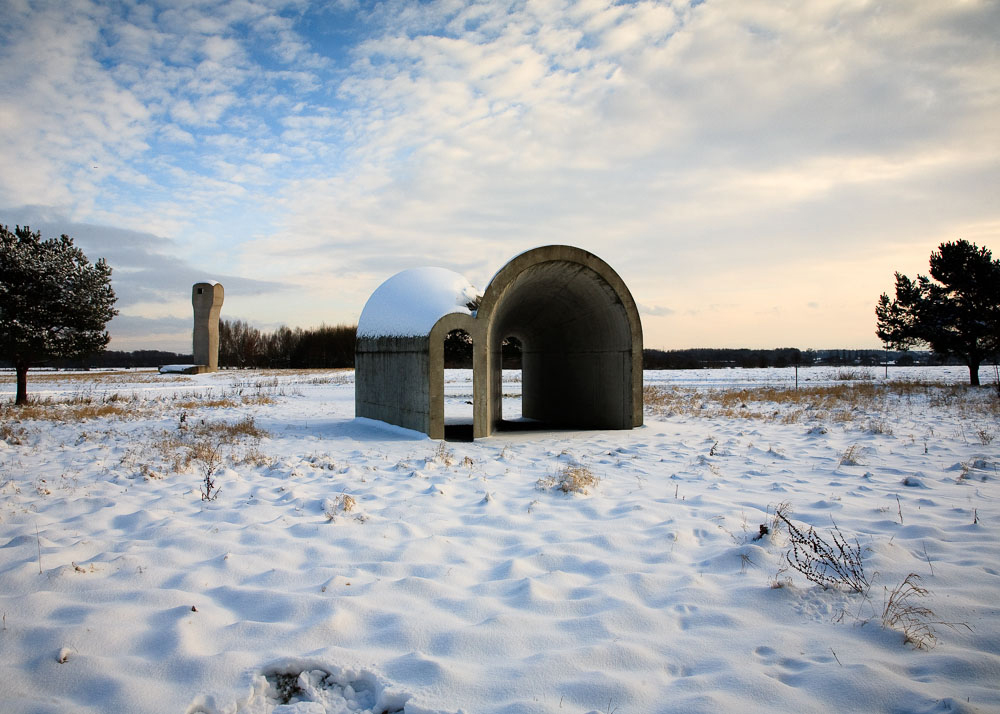
Eingang/Ausgang, 1998, Insel Hombroich/Raketenstation

Nachdem er 1979 in der Aktion Nike lange Zeit für den Verbleib der Skulptur Nike der Künstler- und Architektengruppe Haus-Rucker-Co in einer Aktion mit Protestschreiben von Künstlern und Kunstvermittlern internationalen Ranges am Hauptplatz (Linz) gegen die Abrisspläne der Stadtväter gekämpft hatte, jedoch die Demontage am 22. November 1979 nicht verhindern konnte und sich ab da permanenten Repressalien der Linzer Polizei ausgeliefert sah, wanderte er im Januar 1981 nach Deutschland aus. Dort wurde er an der Kunstakademie Düsseldorf Assistent von Klaus Rinke (1981/82) und machte wegen der damals notwendigen Aufenthaltserlaubnis noch einmal ein zweites Studium der Bildhauerei bei diesem als Meisterschüler.

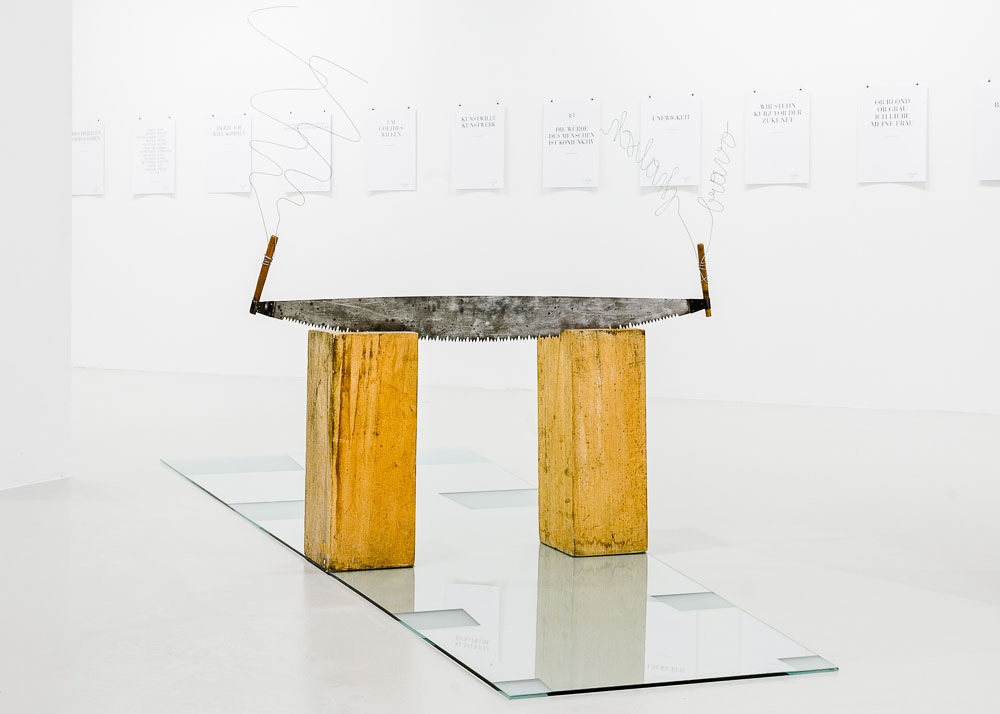
Heinz Baumueller: Singende Saege, 1985–2007, Glasgrundriss / glass plate

Zum Abschluss seines Akademieaufenthaltes gewann er 1984 den Bundeswettbewerb der deutschen Kunstakademien vor allem mit seiner Holzarbeit Tunnel, eine von vielen Akademieprofessoren und anderen Kunstfachleuten gelobte Skulptur, die er nach einer Korrektur Joseph Beuys’ mit diesem zusammen zersägte und ihm dann beim Bauen zweier daraus entstandenen Beuys-Skulpturen assistierte. Nasse Wäsche – Jungfrau II und Nasse Wäsche – Jungfrau III (1985).
Lange zuvor wurde er bereits Mitarbeiter von Joseph Beuys und Johannes Stüttgen, in der FIU, der Free International University, einer autonomen Universität im Raum 3 des Gebäudes der Staatlichen Kunstakademie Düsseldorf.

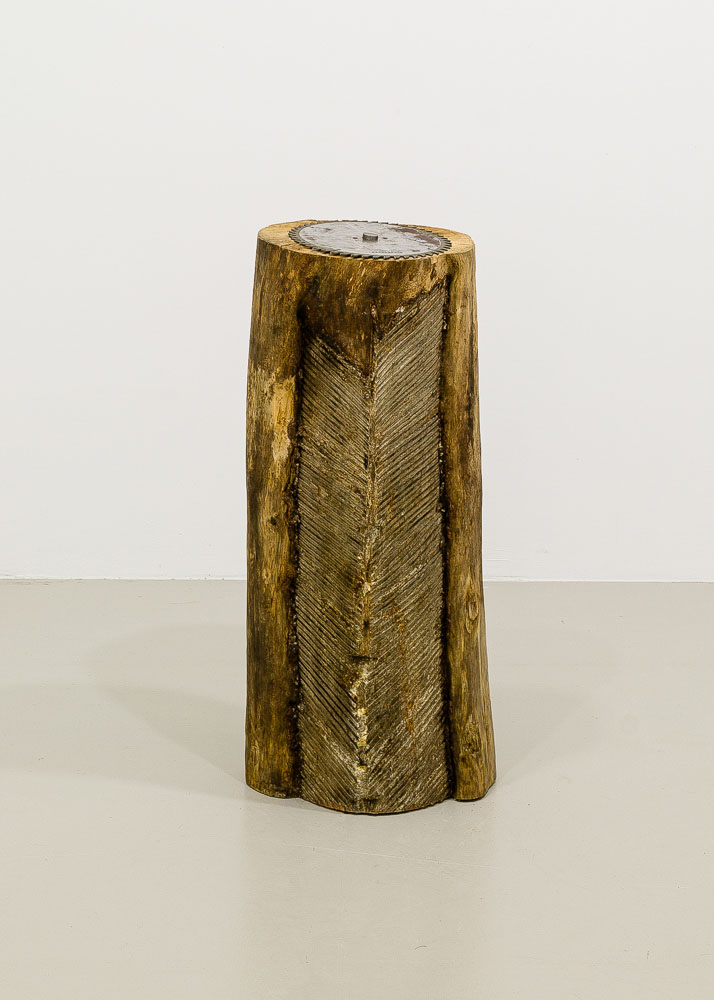
Die Krönung, Hommage an Johannes Stuettgen, 2010

Seit 1986 betreibt Baumüller mit seinen Brüdern Wolfgang und Werner die Werkstatt Kollerschlag GmbH zur Herstellung großformatiger Kunstwerke. 1999/2000 war er Gastprofessor an der Universität für künstlerische und industrielle Gestaltung Linz.
1988 bis 1992 kandidierte er nach einem Briefwechsel mit dem amtierenden Bundespräsidenten Kurt Waldheim für das Amt des österreichischen Bundespräsidenten, zog diese Kandidatur jedoch kurz vor der Wahl zurück, nachdem Robert Jungk von den Grünen als Kandidat für die Wahl zum Bundespräsidenten nominiert worden war und setzte sich für diesen im Rahmen mehrerer Ausstellungen und Aktionen ein.

## Auszeichnungen
- 1984: 1. Preis des Bundeswettbewerbs der deutschen Kunstakademien
- 1984: Förderpreis für die Bildende Kunst des deutschen Bundesministeriums für Bildung und Wissenschaft
- 1995: 1. Preis des Readymix-Wettbewerbs: „Visionen in Beton“, Deutschland

## Symposien
- 1980: Symposium International de Sculpture Environnemental de Chicoutimi, Kanada (Skulptur Mitten in Kanada traf ich meine Insel)
- 1983: 2. Burgdorfer Bildhauersymposion, Schweiz (Skulptur Tunnel)
- 1984: Wiesbadener Skulpturentage (Skulptur Korrektur)
- 2000: 3rd International Art Meeting Katowice 2000, Polen

## Werke
- Zahlenskulpturen (1974–1980)
- Torsi (1976)
- Stahlplastiken (seit 1978)
- Aktionen (seit 1979)
- Denkmal für den Gründungsrektor Alfons Ortner (1980)
- Schriftblätter (seit 1982)
- Betonskulptur Eingang/Ausgang, Insel Hombroich, Raketenstation (1998)
- Restaurierung der Skulptur Loch von Joseph Beuys in der Kunsthalle Düsseldorf (2008)
- Josephsglocke[7] für die Pfarrkirche Kollerschlag (2010)

## Ausstellungen (Auswahl)
Baumüller ist seit 1976 mit Ausstellungen und Ausstellungsbeteiligungen aktiv: (Auswahl)
- 1983: Artisthart (mit Gereon Lepper), Wachsfabrik, Köln
- 1984: Kunststudenten stellen aus (Bundeswettbewerb 1984), Wissenschaftszentrum Bonn, Gesamthochschule Kassel, Hochschule für Bildende Kunst Braunschweig
- 1985: Die sich verselbständigenden Möbel, Von der Heydt-Museum, Wuppertal
- 1992: Der Kandidat, Ausstellungen und Aktionen in Innsbruck, Rohrbach, Linz, Graz, Wien, Salzburg, Klagenfurt und Kollerschlag
- 1995: Unplugged. (Mit Mona Reuter und Alfred Tolksdorf), Haus Fellner von Feldegg, Krefeld
- 1996: Hombroich, 6. Architekturbiennale, Palazzo Vendramin-Calergi, Venedig
- 1997: Hombroich, Deutsches Architekturmuseum, Frankfurt am Main
- 1997: Saldo – Rinke Klasse 1974–97 („Sine mecum“), Kunstmuseum im Ehrenhof, Düsseldorf
- 1997: Hombroich. RIBA Architecture Centre, London
- 1999: Heinz Baumüller – Österreichischer Bundespräsidentschaftskandidat, Kunstverein für die Rheinlande und Westfalen, Düsseldorf
- 2000: Zeuys – Postgerm. Götterkunde, Kunstbüro bach.selbeck., Düsseldorf
- 2000: Aus dem Umfeld, Zeichnungen + Stadtwerkstatt 1979–1999. Universitätsgalerie der Kunstuniversität Linz
- 2003: Himmelschwer. Transformationen der Schwerkraft, Landesmuseum Joanneum, Graz – Kulturhauptstadt Europas + Kunsthallen Brandts Klædefabrik, Odense, Dänemark
- 2005: Konzept Schrift – Ein Segment, Künstlervereinigung Maerz, Linz
- 2007: Baumüller/Kaltenbacher past.present.future, Schloßgalerie Mondsee
- 2008: Lapidar, FIH Field Institut Hombroich, Raketenstation, Insel Hombroich
- 2009: Schnee von morgen[9], ZS art Galerie, Wien
- 2010: Wie der Herr, so’s Dessert, Pure Freude, Düsseldorf
- 2010: Eremitage III, Viennafair (ZS art Galerie), Wien
- 2011: 100 Jahre Kniende – Lehmbruck in Paris 1911, Lehmbruck-Museum, Duisburg
- 2011: zs art Kunstraum, „Jahr des Waldes 2011“, Gruppenausstellung anlässlich des Internationalen Jahr des Waldes[10]
- 2012: 5 × 3, Kunstraum Düsseldorf
- 2013: KURZGEDANKEN | Heinz Baumüller, art + butter Düsseldorf[11][12]

## Aktionen
Baumüller führte in den Jahren 1979 bis 2003 immer wieder Aktionen in Linz und in Düsseldorf durch:
- Aktion Nike, Linz (1979)
- Aktion Äthiopien, Düsseldorf (1984)
- Kandidatur als Direktor der Staatlichen Kunstakademie Düsseldorf (1984/85)
- Zersägen der Skulptur Tunnel, zusammen mit Joseph Beuys (1985)
- Aktion Parallelismus, Düsseldorf (1986)
- Aktion Containpoorary, Düsseldorf (1986)
- Aktion Beuys’ Bierakademie (1987)
- Aktion Tragic Strips, Düsseldorf (1987)
- Aktion Suchart, Düsseldorf (1988)
- Kandidatur als Österreichischer Bundespräsident (1988–1992)
- Aktion Lichterkette, Düsseldorf (1993)
- Aktion Edelbettler, Düsseldorf (1994)
- Aktion Faques Chirac, Düsseldorf (1995)
- Aktion Öster – Reichskonkordat 2000, Linz (2000)
- Aktion U$ASS (2003)
- Aktion Ich danke dem Gericht im Namen der Kunst (2003)

## Öffentliche Sammlungen
- Kunstsammlung des Landes Oberösterreich[14]

## Publikationen
- Das ist so eine Art Politik: Aktion Nike.[15] Juni bis November 1979, Linz. Autor: Heinz Baumüller, mit Haus-Rucker-Co. Verlag Denkmayr.
- 2. Burgdorfer Bildhauer-Symposion, 8. August – 10. September 1983: Künstler arbeiten mit Holz. Das Symposion, Sekretariat, Burgdorf 1983
- „Die Fettecke“: ein Videoskulptur über die Fettecke von Joseph Beuys. Verfasser: Michael Bielický; Ricardo Peredo mit Heinz Baumüller; Joseph Beuys; James Lee Byars. 235 Media, Köln ca. 1987.